# Wilhelm Lamberg
Wilhelm Lamberg (* 1. September 1875 in Stendal; † 19. November 1930 in Güstrow) war ein deutscher Politiker (SPD).

## Leben
Lamberg war gelernter Schlosser und seit 1903 Lagerhalter, beziehungsweise Geschäftsführer des Konsumvereins in Güstrow. Seit 1908 war er Stadtverordneter in Güstrow und von 1919 bis zu seinem Tod besoldeter Stadtrat. 1919 wurde er Abgeordneter im Verfassunggebenden Landtag von Mecklenburg-Schwerin. Anschließend gehörte er auch dem ersten und dritten ordentlichen Landtag von Mecklenburg-Schwerin an.